# Пољска на Светском првенству у атлетици на отвореном 2015.
Пољска је учествовала на Светском првенству у атлетици на отвореном 2015. одржаном у Пекингу од 22. до 30. августа петнаести пут, односно учествовала је на свим првенствима до данас. Репрезентацију Пољске представљала су  47 такмичара (26 мушкарца и 21 жене) у 28 дисциплина (14 мушких и 14 женских).,
На овом првенству Пољска је по броју освојених медаља заузела 6. место са 8 освојене медаља (три златне, једна сребрна и четири бронзане). Поред медаља, такмичари Пољске су оборили један рекорд светских првенства и 5 личних рекорда и остварили 2 најбоља национална резултата сезоне и 9 најбоља лична резултата сезоне. У табели успешности према броју и пласману такмичара који су учествовали у финалним такмичењима (првих 8 такмичара) Пољска је са 13 учесника у финалу заузела 8. место са 68 бодова.
| Плас. | Земља  | 1. место | 2. место | 3. место | 4. место | 5. место | 6. место | 7. место | 8. место | Бр. финал. | Бод. |
| ----- | ------ | -------- | -------- | -------- | -------- | -------- | -------- | -------- | -------- | ---------- | ---- |
| 8.    | Пољска | 3        | 1        | 4        | 1        | 0        | 1        | 2        | 1        | 13         | 68   |

## Учесници
| Мушкарци: - Карол Залевски — 200 м - Марћин Левандовски — 800 м - Адам Кшчот — 800 м - Артур Кућапски — 800 м - Артур Нога — 110 м препоне - Патрик Добек — 400 м препоне - Кристијан Залевски — 3.000 м препреке - Лукаш Кравчук — 4х400 м - Михал Пјетжак — 4х400 м - Рафал Омелко — 4х400 м - Јакуб Кшевина — 4х400 м - Адриан Блоцки — Ходање 50 км - Рафал Августин — Ходање 50 км - Лукаш Новак — Ходање 50 км - Силвестер Беднарек — Скок увис - Павел Војћеховски — Скок мотком - Роберт Собера — Скок мотком - Пјотр Лисек — Скок мотком - Томаш Мајевски — Бацање кугле - Конрад Буковицки — Бацање кугле - Пјотр Малаховски — Бацање диска - Роберт Урбанек — Бацање диска - Павел Фајдек — Бацање кладива - Војћех Новицки — Бацање кладива - Марћин Круковски — Бацање копља - Павел Вјесјолек — Десетобој | Жене: - Ана Кјелбасињска — 200 м, 4х100 м - Патриција Вићшкиевич — 400 м, 4х400 м - Софија Енауи — 800 м, 1.500 м - Џоана Јозвик — 800 м - Рената Плиш — 1.500 м - Ангелика Ћихоцка — 1.500 м - Каролина Колечек — 100 м препоне - Јоана Линкиевич — 400 м препоне, 4х400 м - Агата Форкасиевич — 4х100 м - Вероника Ведлер — 4х100 м - Марта Јешке — 4х100 м - Малгожата Холуб — 4х400 м - Јустина Свјенти — 4х400 м - Агњешка Дигач — Ходање 20 км - Камила Лићвинко — Скок увис - Паулина Губа — Бацање кугле - Анита Влодарчик — Бацање кладива - Малвина Копрон — Бацање кладива - Јоана Федоров — Бацање кладива - Марија Андрејчик — Бацање копља - Каролина Тимињска — Седмобој |  |

## Освајачи медаља (8)

### Злато (3)
- Пјотр Малаховски — Бацање диска
- Павел Фајдек — Бацање кладива
- Анита Влодарчик — Бацање кладива

### Сребро (1)
- Адам Кшчот — 800 м

### Бронза (4)
- Павел Војћеховски — Скок мотком
- Пјотр Лисек — Скок мотком
- Роберт Урбанек — Бацање диска
- Војћех Новицки — Бацање кладива

## Резултати

### Мушкарци
| Атлетичар                                              | Дисциплина       | Лични рекорд | Предтакмичење   | Предтакмичење   | Квалификације         | Квалификације        | Полуфинале           | Полуфинале           | Финале               | Финале       | Детаљи |
| Атлетичар                                              | Дисциплина       | Лични рекорд | Резултат        | Место           | Резултат              | Место                | Резултат             | Место                | Резултат             | Место        | Детаљи |
| ------------------------------------------------------ | ---------------- | ------------ | --------------- | --------------- | --------------------- | -------------------- | -------------------- | -------------------- | -------------------- | ------------ | ------ |
| Карол Залевски                                         | 200 м            | 20,41        |                 |                 | 20,77                 | 5. у гр. 6           | Није се квалификовао | Није се квалификовао | Није се квалификовао | 40 / 54 (60) |        |
| Марћин Левандовски                                     | 800 м            | 1:43,72      | 1:46,26 кв      | 5. у гр. 4      | 1:45,34               | 4. у гр. 3           | Није се квалификовао | 9 / 44 (45)          |                      |              |        |
| Адам Кшчот                                             | 800 м            | 1:43,30      | 1:46,62 КВ      | 1. у гр. 5      | 1:44,97 КВ            | 1. у гр. 1           | 1:46,08              |                      |                      |              |        |
| Артур Кућапски                                         | 800 м            | 1:44,89      | 1:49,22         | 6. у гр. 6      | Није се квалификовао  | Није се квалификовао | Није се квалификовао | 39 / 44 (45)         |                      |              |        |
| Артур Нога                                             | 110 м препоне    | 13,26 НР     | 13,49 КВ        | 4. у гр. 2      | 13,37 ЛРС             | 4. у гр. 3           | Није се квалификовао | 12 / 37 (42)         |                      |              |        |
| Патрик Добек                                           | 400 м препоне    | 48,62        | 48,94 КВ        | 2. у гр. 5      | 48,40 ЛР              | 3. у гр. 2           | 49,14                | 7 / 40 (44)          |                      |              |        |
| Кристијан Залевски                                     | 3.000 м препреке | 8:16,20      | 8:25,10 кв      | 4. у гр. 3      |                       |                      | 8:21,22 ЛРС          | 9 / 38 (42)          |                      |              |        |
| Лукаш Кравчук Михал Пјетжак Рафал Омелко Јакуб Кшевина | 4 х 400 м        | 2:58,00 НР   | 3:00,72 НРС     | 5. у гр. 1      | Није се квалификовала | 11 / 15 (16)         |                      |                      |                      |              |        |
| Адријан Блоцки                                         | 50 км ходање     | 3:49:30      |                 |                 |                       |                      |                      |                      | 3:49:11 ЛР           | 11 / 38 (54) |        |
| Рафал Августин                                         | 50 км ходање     | 3:43:55      | 3:57:30         | 28 / 38 (54)    |                       |                      |                      |                      |                      |              |        |
| Лукаш Новак                                            | 50 км ходање     | 3:42:47      | дисквалификован | дисквалификован |                       |                      |                      |                      |                      |              |        |
| Силвестер Беднарек                                     | Скок увис        | 2,31         |                 |                 | 2,22                  | 19. у гр. А          |                      |                      | Није се квалификовао | 33 / 32 (34) |        |
| Павел Војћеховски                                      | Скок мотком      | 5,91 НР      | 5,70 КВ         | 1. у гр. Б      | 5,80                  |                      |                      |                      |                      |              |        |
| Роберт Собера                                          | Скок мотком      | 5,81 д       | 5,70 КВ         | 4. у гр. Б      | 5,50                  | 15 / 33 (34)         |                      |                      |                      |              |        |
| Пјотр Лисек                                            | Скок мотком      | 5,91 д       | 5,70 КВ         | 2. у гр. А      | 5,80                  |                      |                      |                      |                      |              |        |
| Томаш Мајевски                                         | Бацање кугле     | 21,95 НР     | 20,34 кв        | 2. у гр. Б      | 20,98 ЛРС             | 6 / 29               |                      |                      |                      |              |        |
| Конрад Буковицки                                       | Бацање кугле     | 20,46 д      | без пласмана    | без пласмана    | Није се квалификовао  | Није се квалификовао |                      |                      |                      |              |        |
| Пјотр Малаховски                                       | Бацање диска     | 71,84 НР     | 65,59 КВ        | 2. у гр. А      | 67,40                 |                      |                      |                      |                      |              |        |
| Роберт Урбанек                                         | Бацање диска     | 66,93        | 64,23 кв        | 2. у гр. Б      | 65,18                 |                      |                      |                      |                      |              |        |
| Павел Фајдек                                           | Бацање кладива   | 83,93 НР     | 78,38 КВ        | 1. у гр. А      | 80,88                 |                      |                      |                      |                      |              |        |
| Војћех Новицки                                         | Бацање кладива   | 78,71        | 76,72 кв        | 2. у гр. Б      | 78,55                 |                      |                      |                      |                      |              |        |
| Марћин Круковски                                       | Бацање копља     | 85,20        | 78,91           | 13. у гр. Б     | Нису се квалификовали | 21 / 33 (34)         |                      |                      |                      |              |        |

#### Десетобој
| Дисциплина    | Павел Вјесјолек | Павел Вјесјолек | Павел Вјесјолек | Павел Вјесјолек | Павел Вјесјолек | Павел Вјесјолек |
| Дисциплина    | Лич. рек.       | Резултат        | Бод.            | Плас.           | Укупно          | Плас.           |
| ------------- | --------------- | --------------- | --------------- | --------------- | --------------- | --------------- |
| 100 м         | 10,97           | 11,07           | 845             | 20.             |                 |                 |
| Скок удаљ     | 7,63д           | 7,08            | 833             | 24.             | 1.678           | 23.             |
| Бацање кугле  | 14,55           | 13,50           | 698             | 24.             | 2.376           | 24.             |
| Скок увис     | 2,10            | 1,98            | 785             | 19.             | 3.161           | 23.             |
| 400 м         | 49,23           | 48,55 ЛР        | 883             | 14.             | 4.044           | 21.             |
| 110 м препоне | 14,49           | 14,82           | 871             | 18.             | 4.915           | 19.             |
| Бацање диска  | 46,22           | 41,55           | 696             | 16.             | 5.611           | 19.             |
| Скок мотком   | 4,84 д          | 4,50            | 760             | 20.             | 6.371           | 18.             |
| Бацање копља  | 59,35           | 54,08           | 649             | 18.             | 7.020           | 17.             |
| 1500 м        | 4:35,39         | 4:39,31         | 685             | 16.             |                 |                 |
| Десетобој     | 8.140           |                 |                 |                 | 7.705           | 17 / 22 (29)    |

### Жене
| Атлетичарка                                                               | Дисциплина     | Лични рекорд | Квалификације | Квалификације | Полуфинале            | Полуфинале            | Финале                | Финале       | Детаљи                                    |
| Атлетичарка                                                               | Дисциплина     | Лични рекорд | Резултат      | Место         | Резултат              | Место                 | Резултат              | Место        | Детаљи                                    |
| ------------------------------------------------------------------------- | -------------- | ------------ | ------------- | ------------- | --------------------- | --------------------- | --------------------- | ------------ | ----------------------------------------- |
| Ана Кјелбасињска                                                          | 200 м          | 22,94        | 22,95 кв      | 4. у гр. 7    | 23,07                 | 7. у гр. 2            | Нису се квалификовале | 21 / 49 (51) |                                           |
| Патриција Вићшкиевич                                                      | 400 м          | 51,56        | 51,31 кв, ЛР  | 4. у гр. 1    | 51,94                 | 7. у гр. 2            | Нису се квалификовале | 21 / 41 (42) |                                           |
| Јоана Јозвик                                                              | 800 м          | 1:59,63      | 2:01,62 КВ    | 2. у гр. 5    | 1:58,35 кв, ЛР        | 4. у гр. 3            | 1:59,09               | 7 / 44 (45)  |                                           |
| Софија Енауи                                                              | 800 м          | 2:00,57      | 2:01,16 КВ    | 1. у гр. 4    | 2:00,11 ЛР            | 5. у гр. 1            | Нису се квалификовале | 21 / 44 (45) |                                           |
| Софија Енауи                                                              | 1.500 м        | 4:04,26      | 4:06,94 кв    | 8. у гр. 3    | 4:16,70               | 6. у гр. 1            | Нису се квалификовале | 17 / 34 (35) | Архивирано на веб-сајту (25. август 2015) |
| Рената Плиш                                                               | 1.500 м        | 4:03,50      | 4:05,89 кв    | 9. у гр. 1    | 4:15,10               | 11. у гр. 2           | Нису се квалификовале | 16 / 34 (35) | Архивирано на веб-сајту (25. август 2015) |
| Ангелика Ћихоцка                                                          | 1.500 м        | 4:03,06      | 4:11,08 КВ    | 6. у гр. 2    | 4:09,19 кв            | 7. у гр. 2            | 4:13,22               | 8 / 34 (35)  |                                           |
| Каролина Колечек                                                          | 100 м препоне  | 12,91        | 13,05 КВ      | 4. у гр. 2    | 12,97                 | 5. у гр. 3            | Није се квалификовала | 15 / 37      |                                           |
| Џоана Линкиевич                                                           | 400 м препоне  | 55,62        | 56,51         | 5. у гр. 5    | Није се квалификовала | Није се квалификовала | Није се квалификовала | 16 / 27 (29) |                                           |
| Агата Форкасиевич, Ана Кјелбасињска2, Вероника Ведлер, Марта Јешке        | 4 х 100 м      | 42,68 НР     | 43,20 НРС     | 6. у гр 1     |                       |                       | Нису се квалификовале | 11 / 16      |                                           |
| Малгожата Холуб, Патриција Вићшкиевич2, Џоана Линкиевич2, Јустина Свјенти | 4 х 400 м      | 3:24,49 НР   | 3:32,83       | 7. у гр. 1    | 15 / 16               |                       | Нису се квалификовале |              |                                           |
| Агњешка Дигач                                                             | 20 км ходање   | 1:28:58 НР   |               |               |                       |                       | 1:39:06               | 38 / 42 (50) |                                           |
| Камила Лићвинко                                                           | Скок увис      | 1,99 НР      | 1,92 кв       | 4. у гр. Б    |                       |                       | 1,99                  | 4 / 37       |                                           |
| Паулина Губа                                                              | Бацање кугле   | 17,94        | 17,73 кв      | 6. у гр. А    | 17,52                 | 11 / 24               |                       |              |                                           |
| Анита Влодарчик                                                           | Бацање кладива | 81,08 НР     | 75,01 КВ      | 1. у гр. А    | 80,85 РСП             |                       |                       |              |                                           |
| Малвина Копрон                                                            | Бацање кладива | 71,27        | 69,53         | 9. у гр. А    | Нису се квалификовале | 14 / 30 (31)          |                       |              |                                           |
| Јоана Федоров                                                             | Бацање кладива | 74,39        | 68,72         | 8. у гр. Б    | Нису се квалификовале | 17 / 30 (31)          |                       |              |                                           |
| Марија Андрејчик                                                          | Бацање копља   | 62,11        | 56,75         | 13. у гр. Б   | Нису се квалификовале | 28 / 32               |                       |              |                                           |

- Атлетичарке у штафети означена бројем учествовала је у више дисциплина.

#### Седмобој
| Дисциплина    | Каролина Тимињска | Каролина Тимињска | Каролина Тимињска | Каролина Тимињска | Каролина Тимињска | Каролина Тимињска |
| Дисциплина    | Лич. рек.         | Резултат          | Бод.              | Плас.             | Укупно            | Плас.             |
| ------------- | ----------------- | ----------------- | ----------------- | ----------------- | ----------------- | ----------------- |
| 100 м препоне | 13,12             | 13,52 ЛРС         | 1.047             |                   |                   |                   |
| Скок увис     | 1,77              | 1,65              | 795               | 31.               | 1.842             | 24.               |
| Бацање кугле  | 14,82             | 13,79             | 780               | 13.               | 2.622             | 25.               |
| 200 м         | 23,32             | 24,15             | 966               | 7.                | 3.588             | 24.               |
| Скок удаљ     | 6,63              | 6,08              | 874               | 18.               | 4.462             | 22.               |
| Бацање копља  | 42,40             | 34,66             | 565               | 32.               | 5.027             | 23.               |
| 800 м         | 2:05,21           | 2:13,04           | 921               | 7.                |                   |                   |
| Седмобој      | 6.544             |                   |                   |                   | 5.948             | 20 / 28 (36)      |